# Agnès de Queralt
Agnès de Queralt (segle xiii - Alguaire, Segrià, 1310) fou una priora del Monestir de Santa Maria d'Alguaire. Durant el seu govern, el cinquè des de la fundació del monestir, i en virtut d'una concòrdia atorgada a Saragossa el 21 de setembre de 1301 entre Jaume II de Catalunya i Aragó i el comte Ermengol X d'Urgell, les priores d'Alguaire passaren a comptar amb l'exercici de la jurisdicció civil i criminal i del mer i mixt imperi al nucli de la Portella.
Durant el temps que Agnès exercí el priorat, es feu patent l'estat de lluita oberta i rivalitat constant entre els vassalls de les comandes del Temple i els de les comandes de l'Hospital, que continuà després de la transmissió a aquesta última orde dels béns de la primera. Ho demostra el fet que el 1307 el rei manà a Berenguer de Jorba, veguer de Lleida i Pallars, la formació de diligències sobre els danys produïts pels homes d'Alguaire contra altres vassalls del Temple al Segrià, així com el fet que el 1308 el mateix rei feu remissió de penes als homes d'Alguaire per raó de les qüestions que havien mantingut amb els de Corbins i Gardeny, vassalls també del Temple.
Abans de la supressió de l'orde del Temple, la castellania d'Amposta, en la qual estava emparada la comunitat alguairenca, comprenia tots els establiments i territoris de l'orde de l'Hospital situats a Aragó, València, Catalunya i Mallorca. Posteriorment, havent estat units a aquesta orde tots els béns dels templers el 1317, el gran creixement territorial va fer necessari dividir l'antiga circumscripció en dos priorats, el d'Aragó-València i el de Catalunya-Mallorca-Rosselló.
Durant el govern d'Agnès de Queralt, la castellania d'Amposta, màxima autoritat directa superior al monestir, estigué a les mans de Ramon de Ribelles (1276-1300), oncle de la futura abadessa del mateix monestir Marquesa de Ribelles (1330-1348), i tot seguit de Pere de Soler (1306-1309).
La succeí com a abadessa Sibil·la de Castellvell (1310-1329).